# Gheorghe Lazăr (Ialomița megye)
Gheorghe Lazăr falu, az azonos nevű község székhelye Ialomița megyében Munténiában, Romániában. 

## Fekvése
A megye középső részén található, a megyeszékhelytől, Sloboziatól, tizenhat kilométerre északkeletre, a Ialomița folyó közelében.

## Lakossága
| Nemzetiségek | 2002 | 2002   |
| ------------ | ---- | ------ |
| Románok      | 2493 | 99,83% |
| Romák        | 4    | 0,16%  |
| Összesen     | 2497 | 100,0% |